# Núcleo reuniens
El núcleo reuniens es un componente del grupo nuclear medio del tálamo. En los mamíferos, está situado en la adhesión intertalámica (masa intermedia del tálamo).

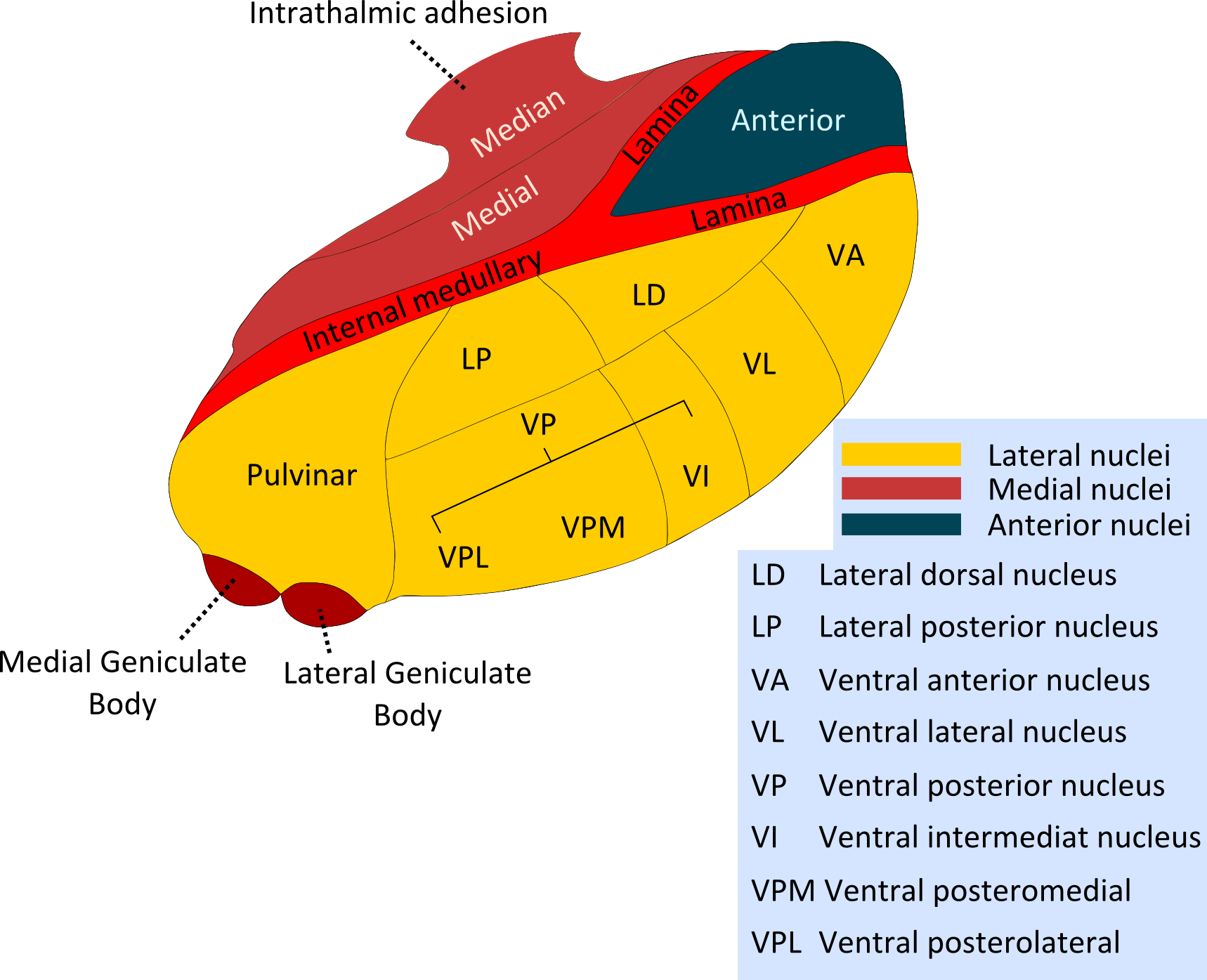
Tálamo separado mostrando los núcleos. Esquema.

## Conexiones

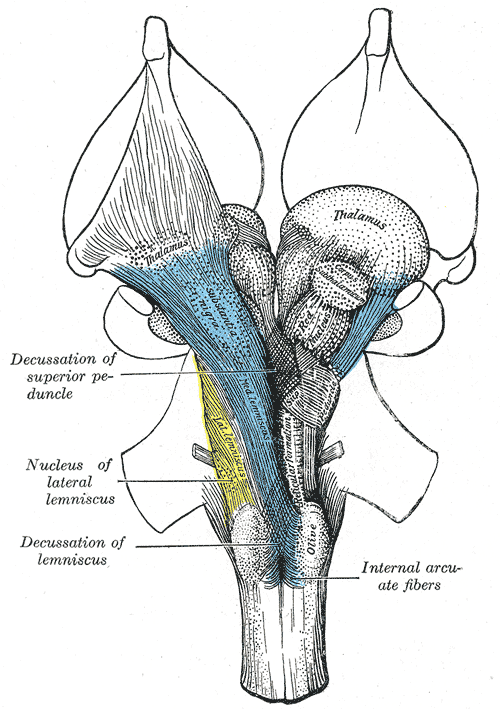

El núcleo reuniens recibe aferencias desde un gran número de estructuras, principalmente del sistema límbico y de estructuras asociadas a él. 

Por otra parte, envía proyecciones al córtex prefrontal medial, al hipocampo, y a la corteza entorrinal; aunque también existen escasas conexiones eferentes con el sistema límbico.  Las conexiones frontohipocampales le permiten regular una gran cantidad de información relacionada con la atención, así como contribuir al aprendizaje asociativo, la planificación de una ruta espacial, y la generalización de la memoria.